# Хорольский молочноконсервный комбинат детских продуктов
Хорольский завод детских продуктов питания (укр. Хорольський завод дитячих продуктів харчування) — предприятие пищевой промышленности, расположенное в Хорольском районе Полтавской области.
Единственный производитель детского и специального питания на территории Украины.

## История
Завод был введён в эксплуатацию в 1972 году и 30 июня 1972 года выпустил первую продукцию.
Являлся одним из крупнейших предприятий города.
В 1998—1999 годах был модернизирован.
В 2008 году доходы ООО «Хорольский завод детских продуктов питания» от реализации продукции составили 135 млн грн., чистая прибыль — 1,2 млн грн.
По итогам 2009 года, 25 февраля 2010 года комбинат получил премию "Made-in-Ukraine-2010: Лучший производитель в Украине" в категории "Детское питание" - согласно выбору украинских розничных сетей, дистрибуторов и исследовательских компаний.
С марта 2014 года комбинат начал выпускать бутилированную воду для детского питания (в 2014 году реализация воды составила 1,964 тонн, в дальнейшем её производство было продолжено).

## Современное состояние
Хорольский завод детских продуктов питания занимает территории площадью 58,8 тыс. м².
Производит детское питание под брендами "Малютка premium", "Малиш", "Малютка", "Малышка". Ассортимент продукции включает сухие молочные смеси, злаковые молочные каши и детскую бутилированную воду. Завод также производит сухое цельное молоко, сухое обезжиренное молоко, масло.
На предприятии действует международный сертификат контроля качества – ISO 9001:2000, HACCP.

## Адрес
Украина, 37800, г. Хорол, Полтавская область, ул. Молодёжная, 17.